# Dankwart Rost
Dankwart Rost (* 27. Mai 1926 in Woldisch Tychow; † 26. August 2021) war ein deutscher Historiker und Werbefachmann.

## Leben
Rost erlangte das Abitur am Katharineum zu Lübeck. Nach einem Studium der Geschichte, Germanistik und Philosophie in Freiburg, Erlangen und Kiel wurde er zum Dr. der Philosophie an der Universität Kiel promoviert.
Seit 1951 war er bei Siemens tätig, zuerst in Düsseldorf, dann in München. Von 1968 bis 1989 war er Generalbevollmächtigter Direktor und Leiter des Hauptbereiches Werbung und Design.
Von 1971 bis 1977 war er Präsident des Zentralausschusses der Werbewirtschaft, danach Vorsitzender des Deutschen Werberats, Vorstandsmitglied des Markenverbandes, des AUMA (Ausstellungs- und Messeausschuss der deutschen Wirtschaft) und Lehrbeauftragter für Kommunikationswissenschaft an der Universität München bis 1986.

## Veröffentlichungen (Auswahl)
- Die britisch-russischen Beziehungen während des Weltkrieges. Dissertation, Kiel 1951.
- So wirbt Siemens. (Hrsg.), Econ Verlag Düsseldorf 1971, ISBN 3-430-17831-2.
- Handbuch Werbung für Investitionsgüter. (Hrsg. mit Karl Heinz Strothmann), Gabler Verlag, Wiesbaden 1983, ISBN 3-409-96350-2.
- Werbung – Ansichten, Aussichten. Edition ZAWE, Bonn 1986, ISBN 3-923085-51-6.
- Pawlows Hunde: die Legende von der beliebigen Manipulierbarkeit des Menschen. Deutsche Verlags-Anstalt, Stuttgart 1993, ISBN 3-421-06650-7.
- Brüche – Mutationen des Geistes, Bayerisch Gmain, 2016, ISBN 978-3-00-052356-4[1]